# North East Lincolnshire
North East Lincolnshire is een unitary authority en een district in de Engelse regio Yorkshire and the Humber, in het ceremoniële graafschap Lincolnshire,  en telt 160.000 inwoners. De oppervlakte bedraagt 192 km².
Administratieve hoofdplaats is Grimsby.

## Demografie
Van de bevolking is 16,5 % ouder dan 65 jaar. De werkloosheid bedraagt 5,4 % van de beroepsbevolking (cijfers volkstelling 2001).
Het aantal inwoners daalde van ongeveer 161.000 in 1991 naar 157.979 in 2001.

## Plaatsen in district North East Lincolnshire
- Cleethorpes
- Grimsby

## Civil parishesin district North East Lincolnshire
Ashby cum Fenby, Aylesby, Barnoldby le Beck, Beelsby, Bradley, Brigsley, East Ravendale, Great Coates, Habrough, Hatcliffe, Hawerby cum Beesby, Healing, Humberston, Immingham, Irby, Laceby, New Waltham, Stallingborough, Waltham, West Ravendale, Wold Newton.
Bath and North East Somerset* · Bedfordshire · Berkshire · Blackburn & Darwen* · Blackpool* · Bournemouth* · Brighton & Hove* · Bristol* · Buckinghamshire · Cambridgeshire · Cheshire · Cornwall · Cumbria · Darlington* · Derby* · Derbyshire · Devon · Dorset · Durham · East Riding of Yorkshire* · East Sussex · Essex · Gloucestershire · Greater London · Greater Manchester · Halton* · Hampshire · Hartlepool* · Herefordshire* · Hertfordshire · Hull* · Isle of Wight* · Kent · Lancashire · Leicester* · Leicestershire · Lincolnshire · Luton* · Medway* · Merseyside · Middlesbrough* · Milton Keynes* · Norfolk · Northamptonshire · Northumberland · North East Lincolnshire* · North Lincolnshire * · North Somerset* · North Yorkshire · Nottingham* · Nottinghamshire · Oxfordshire · Peterborough* · Plymouth* · Poole* · Portsmouth* · Redcar & Cleveland* · Rutland* · Shropshire · Somerset · Southend-on-Sea* · Southampton* · South Gloucestershire* · South Yorkshire · Staffordshire · Stockton-on-Tees* · Stoke-on-Trent* · Suffolk · Surrey · Swindon* · Telford & Wrekin* · Thurrock* · Torbay* · Tyne & Wear · Warrington* · Warwickshire · West Midlands · West Sussex · West Yorkshire · Wiltshire · Worcestershire · York* 
Overig: Ceremoniële graafschappen · Traditionele graafschappen